# Baila como El Papu
Baila como El Papu, anche conosciuto come Papu Dance, è un singolo del trio comico Gli Autogol e del produttore discografico italiano Dj Matrix, pubblicato il 12 maggio 2017.

## Descrizione
Al brano presta la voce il cantante cubano Ricardo William Cabrera Muñoz, in arte Ricky Jo. Il ricavato delle vendite del brano è stato devoluto in beneficenza all'Associazione Insuperabili Onlus, una scuola calcio per ragazzi con disabilità cognitiva, relazionale, affettivo emotiva, comportamentale, fisica, motoria e sensoriale.

## Video musicale
Il videoclip è stato pubblicato il 5 maggio 2017 attraverso il canale YouTube del trio e vede la collaborazione del calciatore argentino Alejandro Papu Gomez.

## Tracce
1. Baila como El Papu – 2:33

## Classifiche
| Classifica (2017) | Posizione massima |
| ----------------- | ----------------- |
| Italia            | 21                |